# چارلی دی
چارلز پکهام دی (به انگلیسی: Charles Peckham Day؛ زاده ۹ فوریهٔ ۱۹۷۶) بازیگر، کمدین، نویسنده و تهیه‌کننده آمریکایی است. او بیشتر برای بازی در نقش چارلی کلی در سیتکام فیلادلفیا همیشه آفتابی است شناخته‌می‌شود که برای هنرنمایی خود در سال ۲۰۱۱، نامزد دریافت جایزه تلویزیونی به انتخاب منتقدان و جایزه ستلایت شد.
دی در نیویورک به دنیا آمد و بازیگری را در کالج مرمک فرا گرفت و در طول تابستان، در برنامه‌های آموزشی جشنواره تئاتر ویلیامزتاون شرکت می‌کرد. او در نمایش بن‌بست در تئاتر هانتینگتون بوستون در نقش اصلی ظاهر شد. دی در طی سال‌های ۲۰۰۰ تا ۲۰۰۴، در فیلم‌ها و برنامه‌های تلویزیونی مختلفی مانند نظم و قانون (۲۰۰۱) و دیدبان سوم (۲۰۰۴–۲۰۰۱) به ایفای نقش پرداخت. فعالیت برجستهٔ او در سال ۲۰۰۵ با سریال فیلادلفیا همیشه آفتابی است (۲۰۰۵–اکنون) رقم خورد. او همچنین به همراه راب مک‌الهنی و گلن هاوتون یکی از نویسندگان و تهیه‌کنندگان اجرایی سریال نیز است. او با بازی در نقش دیل در کمدی سیاه رئیس‌های وحشتناک (۲۰۱۱) و دنباله آن، رئیس‌های وحشتناک ۲ (۲۰۱۴) و دکتر نیوتون گیزلر در فیلم علمی-تخیلی حاشیه اقیانوس آرام (۲۰۱۳) به کارگردانی گیرمو دل تورو و دنباله آن حاشیه اقیانوس آرام: طغیان (۲۰۱۸) به شناخت بیشتری دست یافت. دی به عنوان صداپیشه در فیلم‌های پویانمایی دانشگاه هیولاها (۲۰۱۳)، فیلم لگو (۲۰۱۴) و فیلم لگو ۲: بخش دوم (۲۰۱۹) حضور یافته‌است.
در آگوست سال ۲۰۱۹، دی به همراه راب مک‌الهنی و مگان گانز، سریال کمدی جستجوی افسانه‌ای را برای اپل تی‌وی پلاس ساخت که با استقبال گسترده منتقدان همراه بود.

## اوایل زندگی
چارلز پکهام دی در منهتن، نیویورک متولد شد. خانواده او در بخش ریوردیل، برانکس زندگی می‌کردند. دی بیشتر دوران کودکی خود را در میدل‌تاون، رود آیلند گذراند. او یک خواهر بزرگتر از خودش به نام آلیس دارد. مادرش، مری پکهام، معلم پیانو در مدرسه پنفیلد در پورتسموث، رود آیلند و پدرش، دکتر توماس چارلز دی، استاد بازنشسته تاریخ موسیقی دانشگاه سالو رجینا در نیوپورت، رود آیلند است. پدر او اصالتی ایرلندی و ایتالیایی و مادرش تباری انگلیسی، ایرلندی و ولزی دارد. دی تحصیلات خود را در مدرسه پنفیلد آغاز و از مدرسه ابی پورتسموث فارغ‌التحصیل شد. او در سال ۱۹۹۸، به کالج مرمک در اندرور شمالی، ماساچوست در رشته تاریخ هنر دعوت شد. دی در مه ۲۰۱۴، در سخنرانی فارغ‌التحصیلی کالج مرمک شرکت کرد و دکترای افتخاری هنرهای نمایشی دریافت کرد.

## زندگی شخصی
چارلی دی نواختن ویولن را از سه‌سالگی آغاز کرد. او می‌تواند پیانو، ترومبون، گیتار، آکوردئون و سازدهنی بنوازد و برخی از قطعه‌های موسیقی سریال فیلادلفیا همیشه آفتابی است را نوشته‌است.
دی در ۴ مارس ۲۰۰۶، با مری الیزابت الیس، بازیگر آمریکایی ازدواج کرد. آن‌ها در سال ۲۰۰۱ یکدیگر را ملاقات و از سال ۲۰۰۴ با یکدیگر قرار می‌گذاشتند. اولین فرزند آن‌ها، راسل والاس، در سال ۲۰۱۱ به دنیا آمد. دی به همراه خانواده‌اش در لس‌آنجلس، کالیفرنیا زندگی می‌کند.
دی اعلام کرده‌است که ندانم‌گرا است.

## فیلم‌شناسی

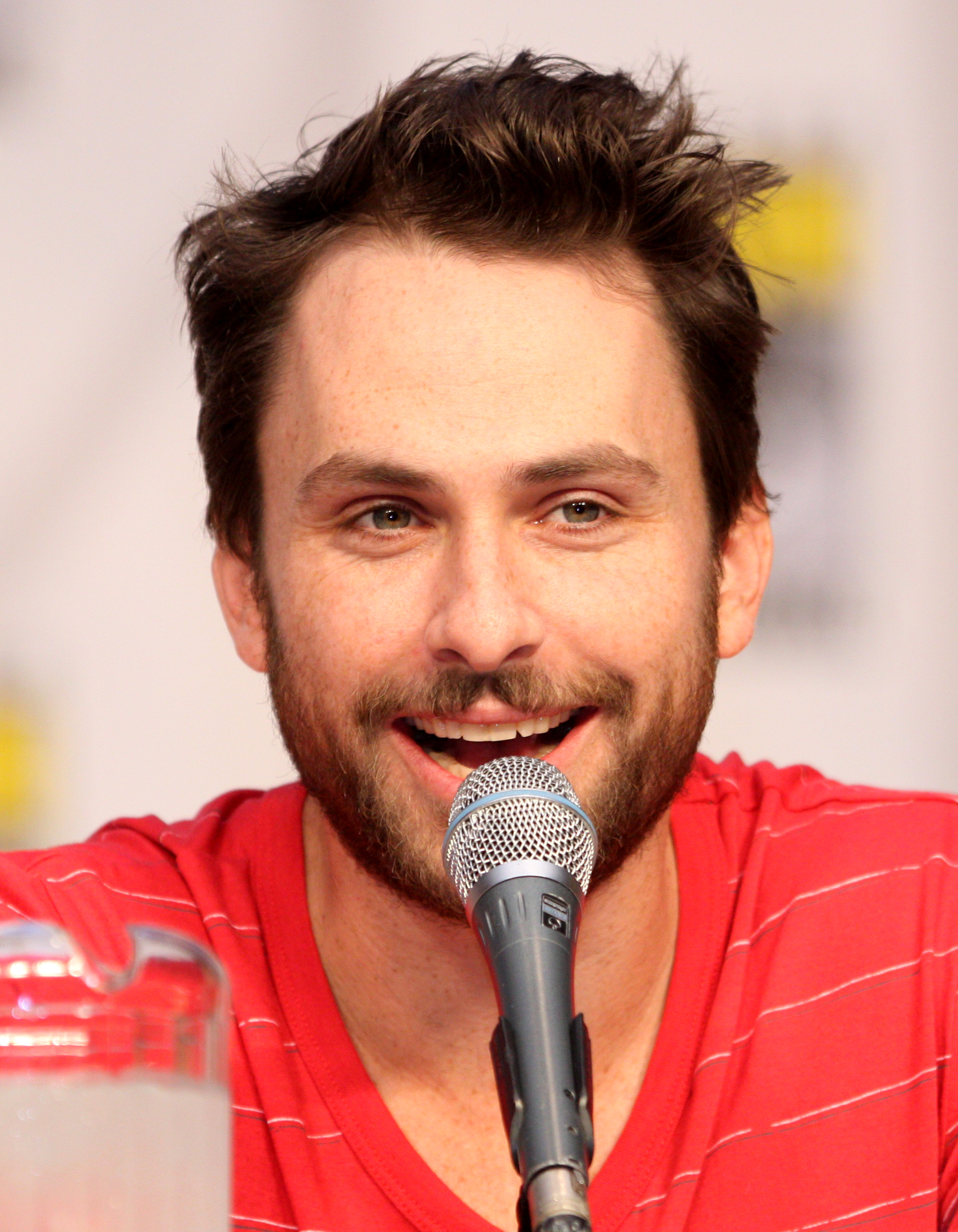
دی در کامیک-کان سن دیگو سال ۲۰۱۱

### فیلم
| سال  | عنوان                     | نقش               | توضیحات                 |
| ---- | ------------------------- | ----------------- | ----------------------- |
| ۲۰۰۲ | گروه ناجور                | استونر            | ذکرنشده در تیتراژ       |
| ۲۰۱۰ | فاصله گرفتن               | دن گرانت          |                         |
| ۲۰۱۱ | رئیس‌های وحشتناک           | دیل آربس          |                         |
| ۲۰۱۳ | دانشگاه هیولاها           | آرت               | صداپیشه                 |
| ۲۰۱۳ | حاشیه اقیانوس آرام        | دکتر نیوتون گیزلر |                         |
| ۲۰۱۴ | فیلم لگو                  | بنی               | صداپیشه                 |
| ۲۰۱۴ | رئیس‌های وحشتناک ۲         | دیل آربس          |                         |
| ۲۰۱۵ | تعطیلات                   | چاد               |                         |
| ۲۰۱۷ | مبارزه با مشت             | اندرو «اندی» کمبل | همچنین تهیه‌کننده اجرایی |
| ۲۰۱۷ | من تو را دوست دارم، بابا  | رالف              |                         |
| ۲۰۱۸ | حاشیه اقیانوس آرام: طغیان | دکتر نیوتون گیزلر |                         |
| ۲۰۱۸ | هتل آرتمیس                | آکاپولکو          |                         |
| ۲۰۱۹ | فیلم لگو ۲: بخش دوم       | بنی               | صداپیشه                 |
| ۲۰۲۱ | چگونه پایان می‌پذیرد       |                   |                         |
| ۲۰۲۲ | می‌خواهم برگردی            | پیتر              |                         |
| ۲۰۲۲ | فیلم برادران سوپر ماریو   | لوئیجی            | صداپیشه                 |
| TBA  | حاشیه اقیانوس آرام ۳      | دکتر نیوتون گیزلر |                         |

### تلویزیون
| سال        | عنوان                      | نقش       | توضیحات                                     |
| ---------- | -------------------------- | --------- | ------------------------------------------- |
| ۲۰۰۱       | نظم و قانون                | جرمی      | قسمت: «آشفته – یک قسمت خیلی خاص»            |
| ۲۰۰۴–۲۰۰۱  | دیدبان سوم                 | مایکل     | ۵ قسمت                                      |
| ۲۰۰۵–اکنون | فیلادلفیا همیشه آفتابی است | چارلی کلی | همچنین تهیه‌کننده اجرایی و نویسنده           |
| ۲۰۱۱       | ساتردی نایت لایو           | خودش      | قسمت: «چارلی دی/مارون ۵»، «جیمی فاکس/نی-یو» |
| ۲۰۱۲       | بابای آمریکایی!            | بنگی      | قسمت: «ماجراجویی در هیلی‌سیتینگ»             |
| ۲۰۲۰–اکنون | جستجوی افسانه‌ای            |           | سازنده، تهیه‌کننده اجرایی و نویسنده          |
| ۲۰۲۲       | ساوت پارک                  |           |                                             |

### بازی ویدئویی
| سال  | عنوان         | نقش صدا | توضیحات |
| ---- | ------------- | ------- | ------- |
| ۲۰۱۳ | دیزنی اینفنتی | آرت     |         |